# Фијат браво (2007)
Фијат браво (итал. Fiat Bravo) је аутомобил који је производила италијанска фабрика аутомобила Фијат. Производи се од 2007. до 2014. године.

## Историјат
Први пут је представљен јавности у јануару 2007. године у Риму, а званично на салону аутомобила у Женеви марта исте године. Замењује не толико успешни Фијат стило. Назив браво је првобитно коришћено за модел из деведесетих година 20. века, кога је карактерисао спортски дизајн са троја врата.
Задатак овог аутомобила је да се Фијат поново покрене у сегменту компактних аутомобила, а чини тако што је представља верзија само са петоро врата. Браво користи платформу на којој је изведена и платформа коју користи трећа генерација Ланча делте.
У Аустралији, браво се продаје као Фијат ритмо, јер Мазда у Аустралији поседује права на име браво. Тамо је уведен фебруара 2008. године, међутим, она је прекинута већ следеће године због мале продаје, свега 463 возила. Браво се такође производио и у Бразилу од 2010. до 2016. године, где се продавао широм Јужне Америке. У возила која су се производила у Бразилу уграђивао се бензински мотор од 1800 кубика.
2010. године урађен је благи редизајн, када је аутомобил претрпео минималне промене и у спољашњости и у унутрашњости. Браво је на европским тестовима судара 2007. године, добио максималних пет звездица за безбедност.
Браво може да се подичи врхунским дизајном, авангардним линијама и изразито наглашеним спортским носем. И ослањање је, посебно у верзији спорт, такође спортско и удобно. Много модерне технике и квалитетни материјали у путничком простору, као и најпоузданији турбо дизел мотори на свету са четири цилиндра, чине овај модел веома конкурентним. Финална обрада је прилично добра. Захваљујући мултифункционалном дисплеју, одличној позицији за воланом и одличним седиштима, у браву је изузетно пријатно боравити. Пртљажни простор има запремину од 400 литара што је један од најбољих у класи.

## Мотори
| Модел              | Запремина | Цилиндри/ вентили | Снага           | Година производње | Напомена               |
| Бензин             | Бензин    | Бензин            | Бензин          | Бензин            | Бензин                 |
| ------------------ | --------- | ----------------- | --------------- | ----------------- | ---------------------- |
| 1.4 Fire           | 1368 cm³  | 4/16              | 66 kW / 90 КС   | 2007–2010         |                        |
| 1.4 Fire           | 1368 cm³  | 4/16              | 66 kW / 90 КС   | 2009–2014         |                        |
| 1.4 T-Jet          | 1368 cm³  | 4/16              | 88 kW / 120 КС  | 2007–2014         |                        |
| 1.4 T-Jet          | 1368 cm³  | 4/16              | 110 kW / 150 KC | 2007–2014         |                        |
| 1.4 T-Jet          | 1368 cm³  | 4/16              | 88 kW / 120 КС  | 2008–2014         | Dualogic полуаутоматик |
| 1.4 Multiair Turbo | 1368 cm³  | 4/16              | 103 kW / 140 КС | 2010–2014         |                        |
| 1.4 T-Jet          | 1368 cm³  | 4/16              | 110 kW / 152 КС | 2007–2010         |                        |
| 1.8 E.Torq         | 1747 cm³  | 4/16              | 95 kW / 130 КС  | 2010–2014         | за бразилско тржиште   |
| 1.8 E.Torq         | 1747 cm³  | 4/16              | 97 kW / 132 КС  | 2010–2014         | за бразилско тржиште   |
| Дизел              |           |                   |                 |                   |                        |
| 1.6 Multijet       | 1598 cm³  | 4/16              | 66 kW / 90 КС   | 2009–2014         |                        |
| 1.6 Multijet       | 1598 cm³  | 4/16              | 77 kW / 105 КС  | 2008–2014         |                        |
| 1.6 Multijet       | 1598 cm³  | 4/16              | 77 kW / 105 КС  | 2009–2014         |                        |
| 1.6 Multijet       | 1598 cm³  | 4/16              | 88 kW / 120 КС  | 2008–2014         |                        |
| 1.6 Multijet       | 1598 cm³  | 4/16              | 88 kW / 120 КС  | 2008–2014         | Dualogic полуаутоматик |
| 1.9 Multijet       | 1910 cm³  | 4/8               | 66 kW / 90 КС   | 2009–2014         |                        |
| 1.9 Multijet       | 1910 cm³  | 4/8               | 88 kW / 120 КС  | 2007–2008         |                        |
| 1.9 Multijet       | 1910 cm³  | 4/16              | 110 kW / 150 КС | 2007–2008         |                        |
| 2.0 Multijet       | 1956 cm³  | 4/16              | 121 kW / 165 КС | 2008–2012         |                        |